# Severo Rodríguez Etchart
Pour les articles homonymes, voir Etchart et Rodríguez.
 (novembre 2023).
Si vous disposez d'ouvrages ou d'articles de référence ou si vous connaissez des sites web de qualité traitant du thème abordé ici, merci de compléter l'article en donnant les références utiles à sa vérifiabilité et en les liant à la section « Notes et références ».
Severo Rodríguez Etchart, né le 26 septembre 1864 à Buenos Aires et décédé le 2 juillet 1903 dans la même ville, est un peintre argentin. 

## Biographie
Severo Rodríguez Etchart naît à Buenos Aires en 1864. Il commence sa formation artistique au colegio Nacional de Buenos Aires avec pour professeurs les peintres Ernest Charton et Giuseppe Aguiari (it). Il fréquente ensuite l'Asociación Estímulo de Bellas Artes, où il reçoit des cours du peintre réaliste italo-argentin Francisco Romero.
En 1879, il poursuit sa formation en Europe. Il s'installe à Turin où il suit les cours de l'accademia Albertina, puis part à Paris étudier au sein de l'atelier du peintre Carolus-Duran avant de la terminer à l'académie Julian auprès des peintres William Bouguereau et Tony Robert-Fleury. Il vit alors entre l'Argentine et la France, exposant notamment au Salon des artistes français en 1896 et 1899. Au cours de sa carrière, il signe des peintures de paysage, des portraits, des natures mortes, des nus et des scènes de genre et s'inscrit dans le mouvement du costumbrismo.
Il meurt à Buenos Aires en 1903.
Ces œuvres sont notamment visibles ou conservées au musée national des Beaux-Arts de Buenos Aires, au Museo Provincial de Bellas Artes Franklin Rawson (es) de San Juan et au Museo de Arte de Tigre (es) de Tigre.

## Œuvres

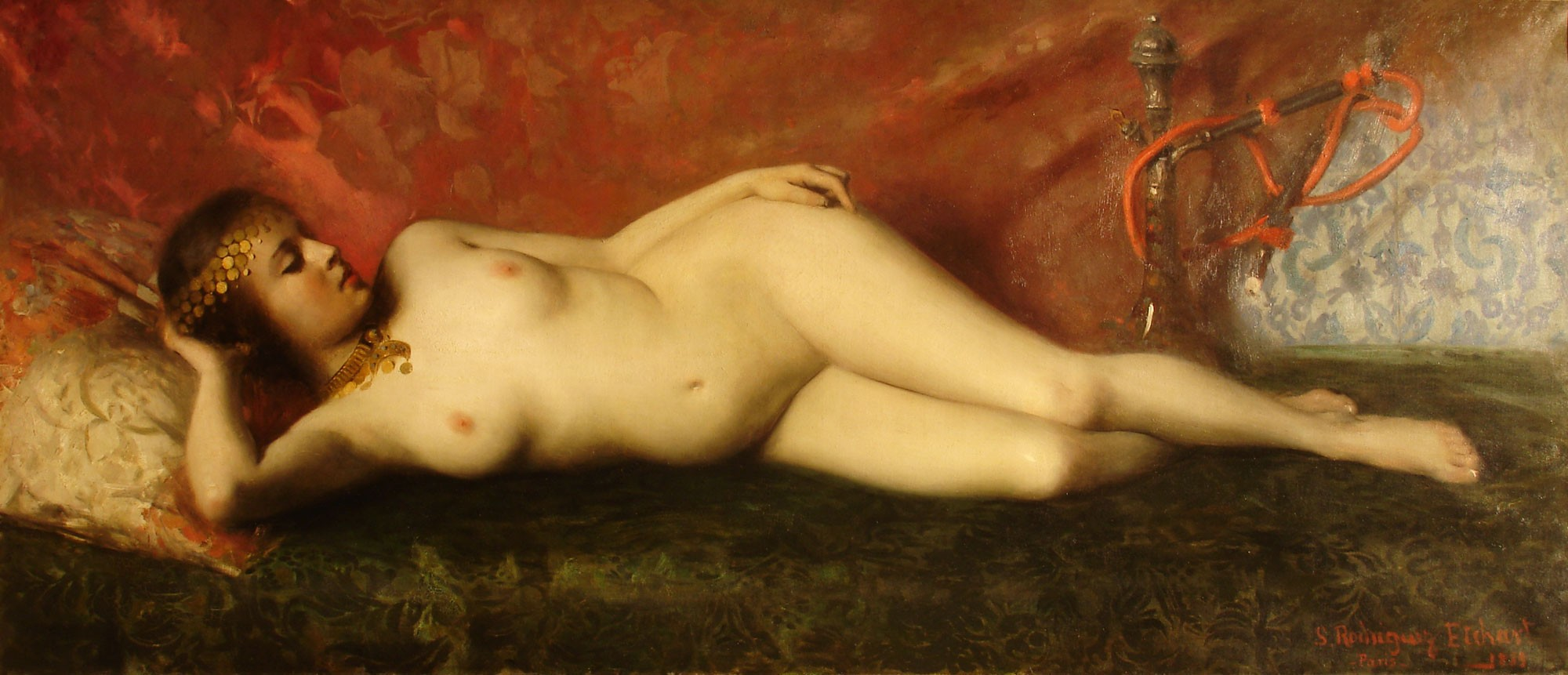
Desnudo (Mujer oriental), 1899, Musée national des Beaux-Arts de Buenos Aires
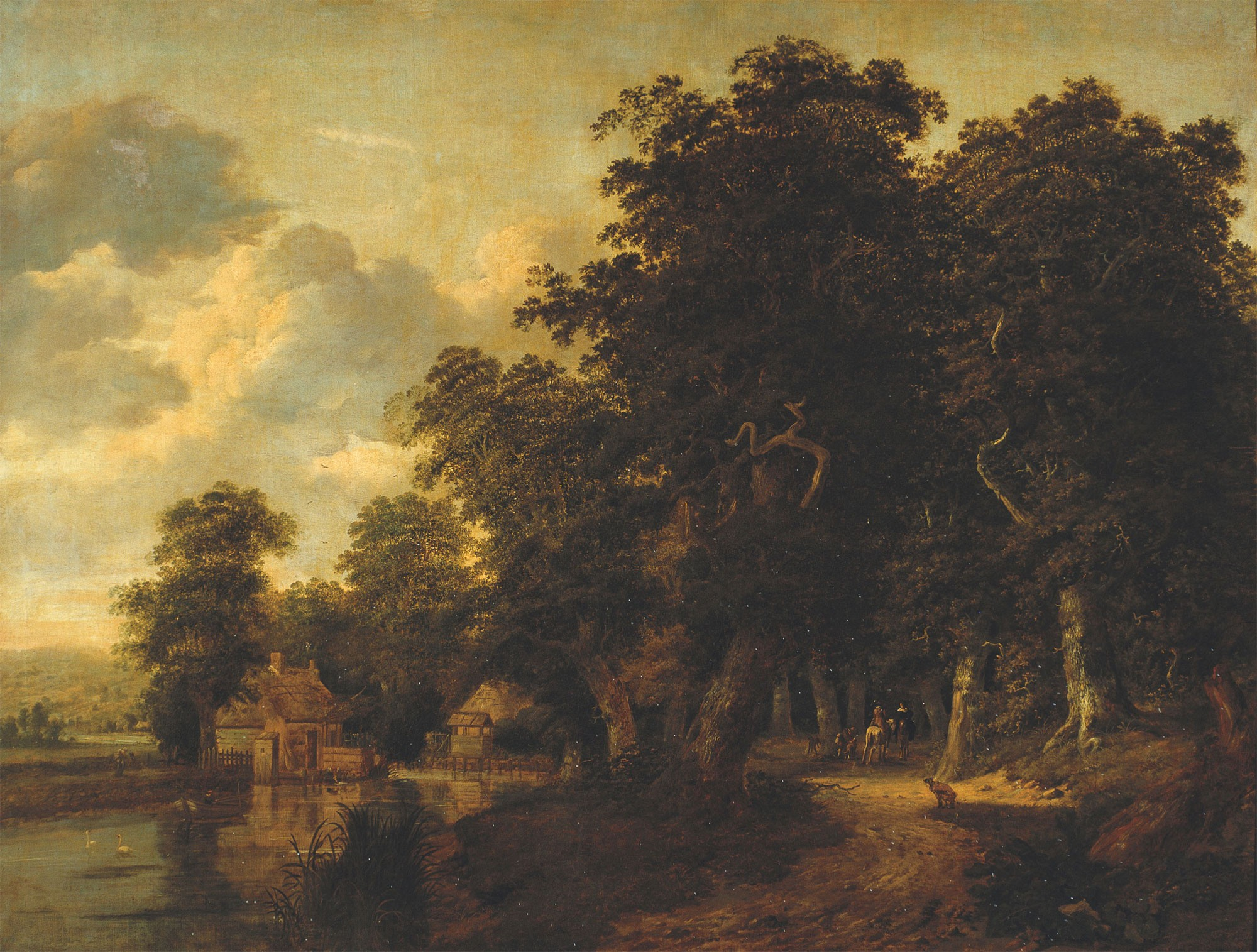
Petit Bleu, 1900, Musée national des Beaux-Arts de Buenos Aires
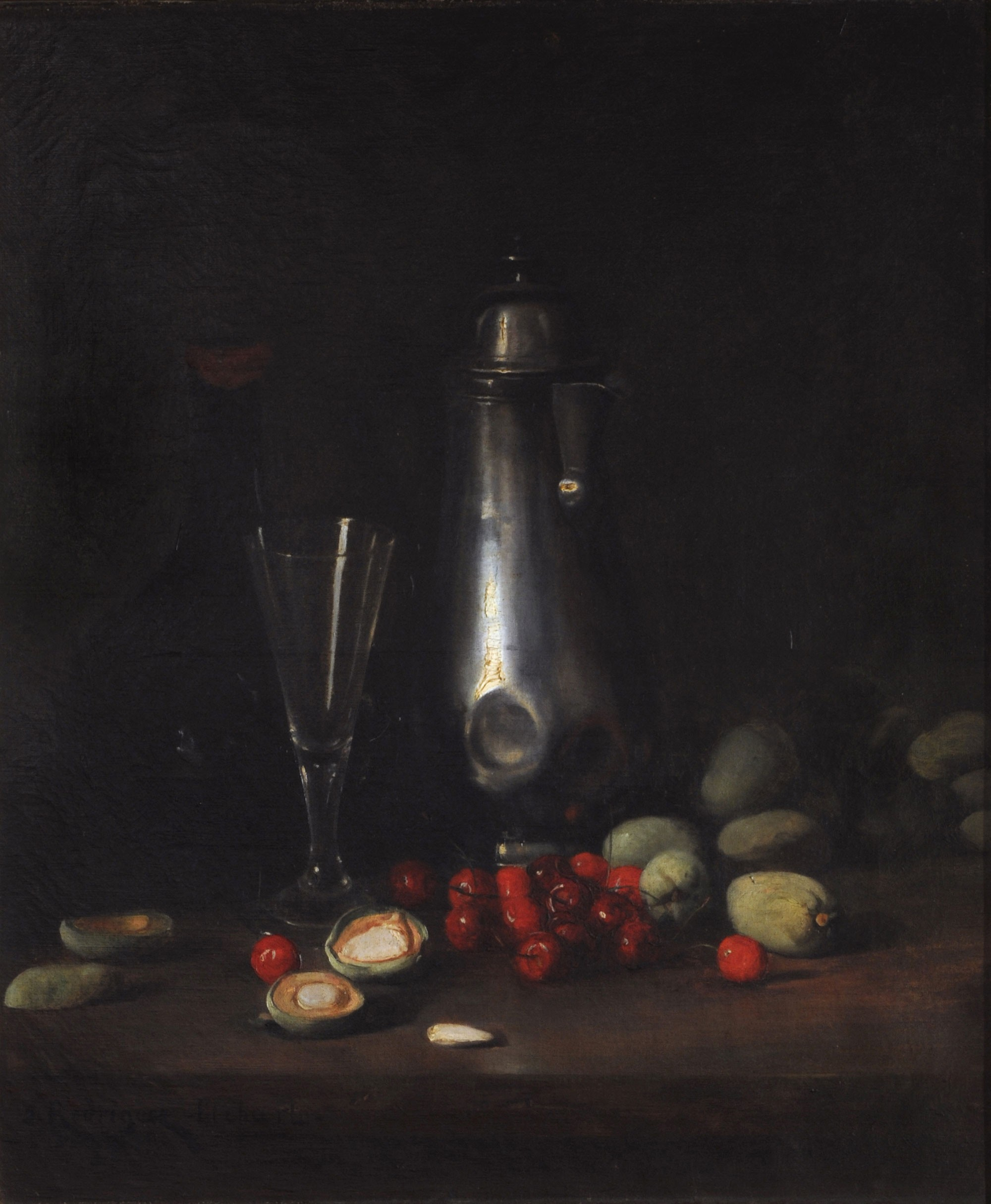
Naturaleza muerta, sans date, Musée national des Beaux-Arts de Buenos Aires
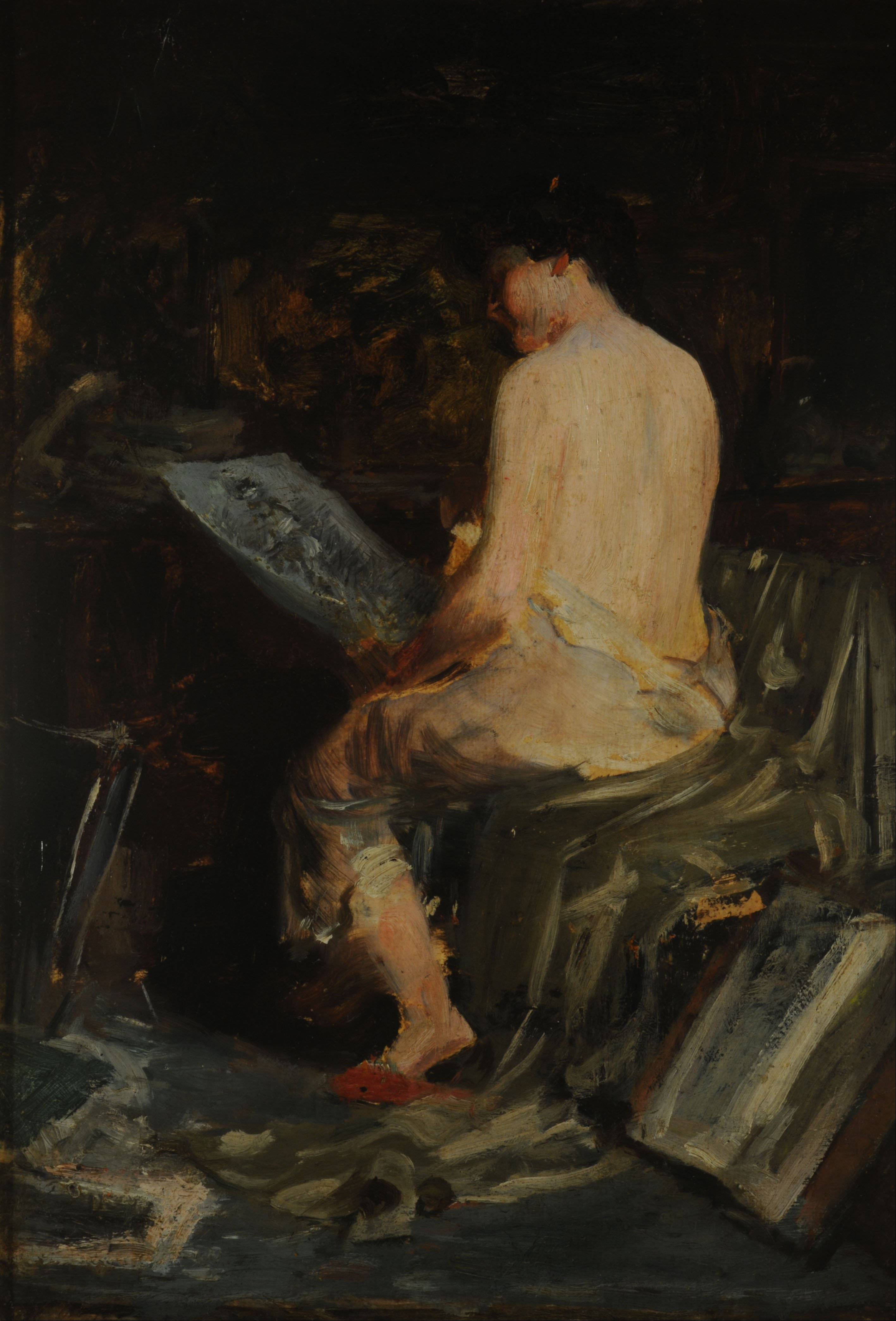
Après la pose, 1900, Musée national des Beaux-Arts de Buenos Aires
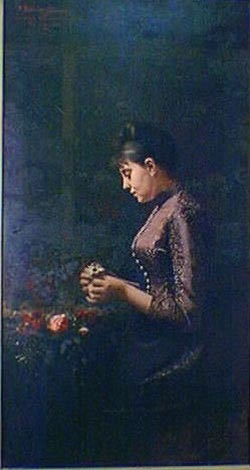
El ramo, 1885, Musée national des Beaux-Arts de Buenos Aires
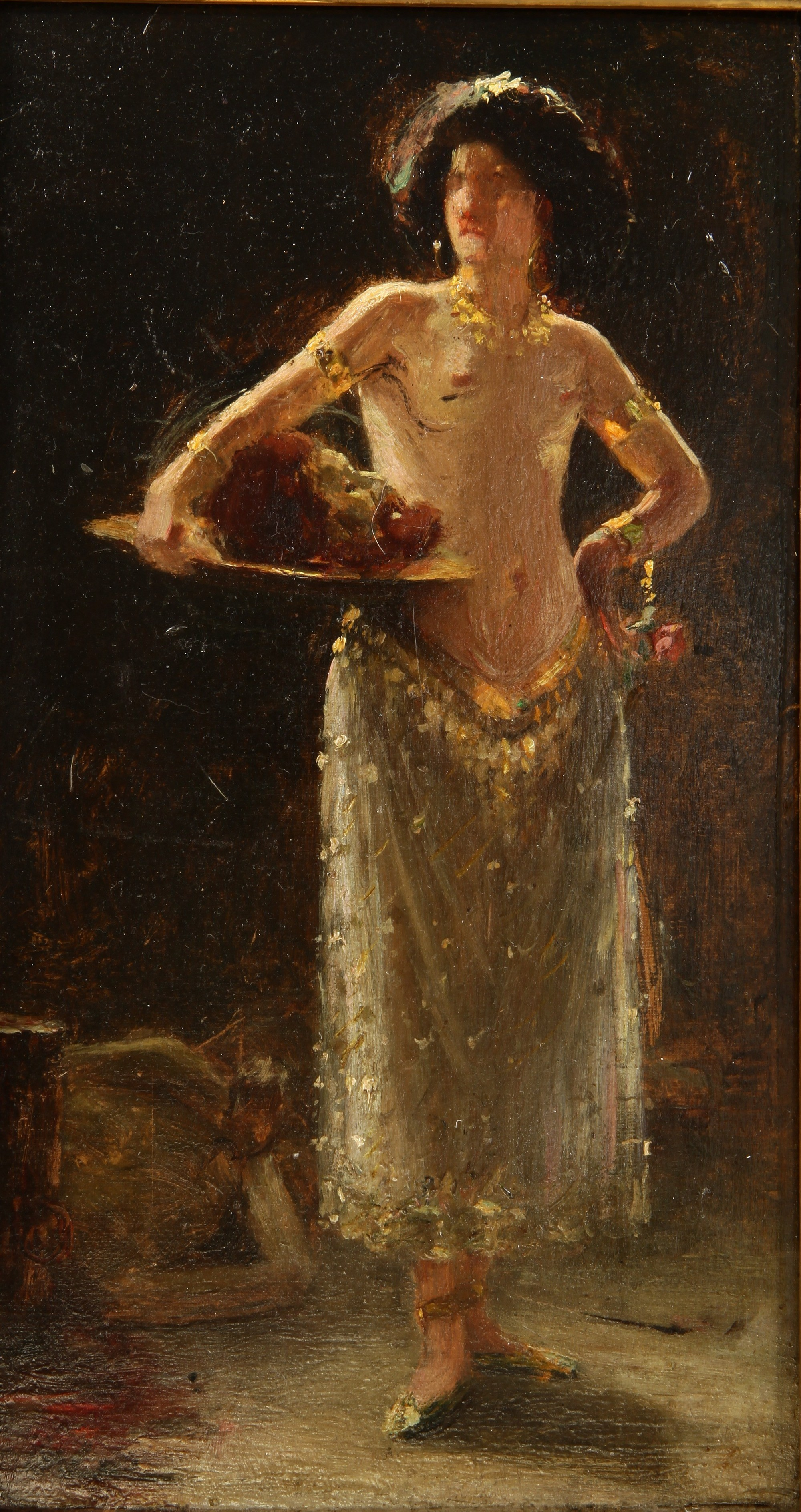
Salomé (Estudio), sans date, Musée national des Beaux-Arts de Buenos Aires
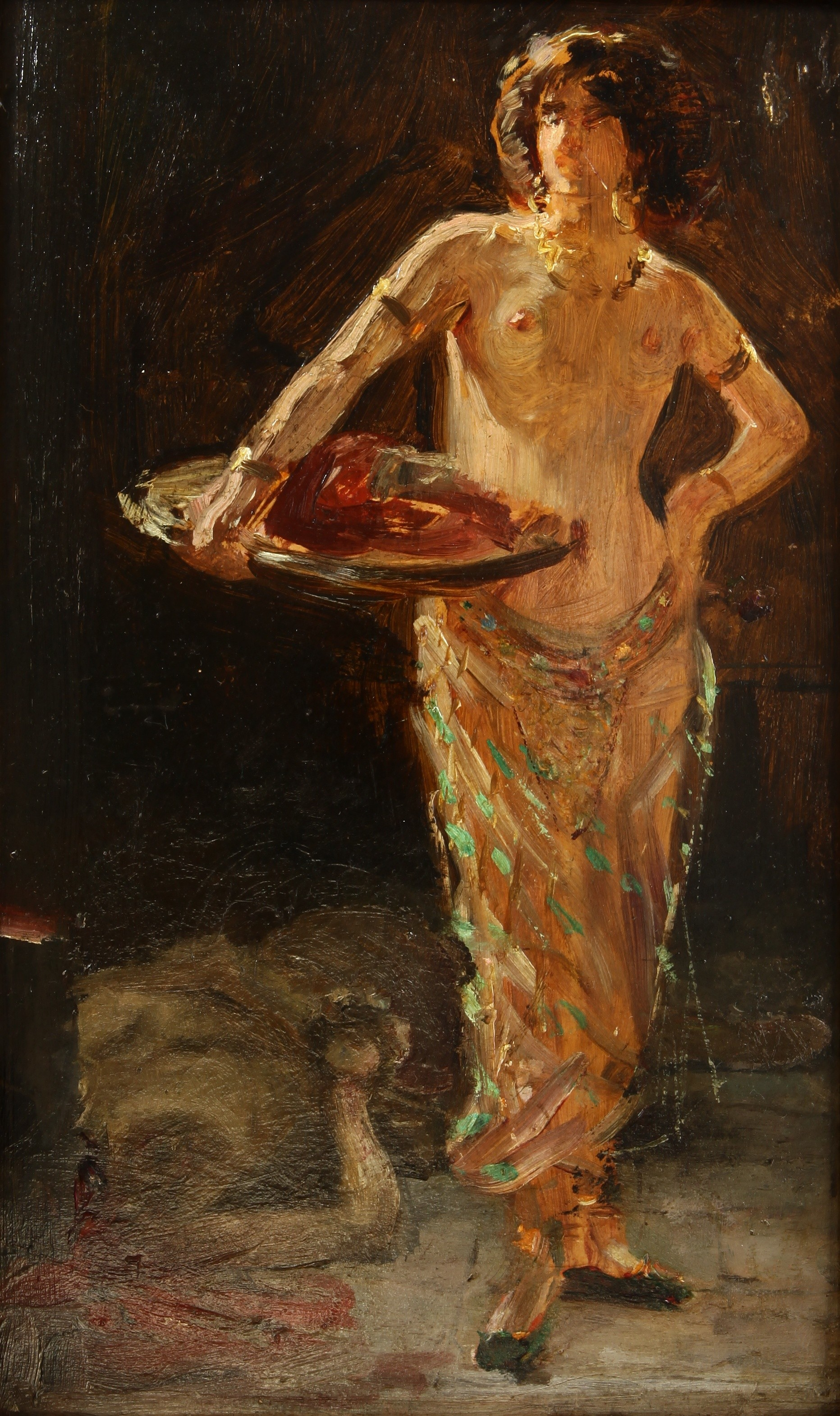
Salomé, sans date, Musée national des Beaux-Arts de Buenos Aires
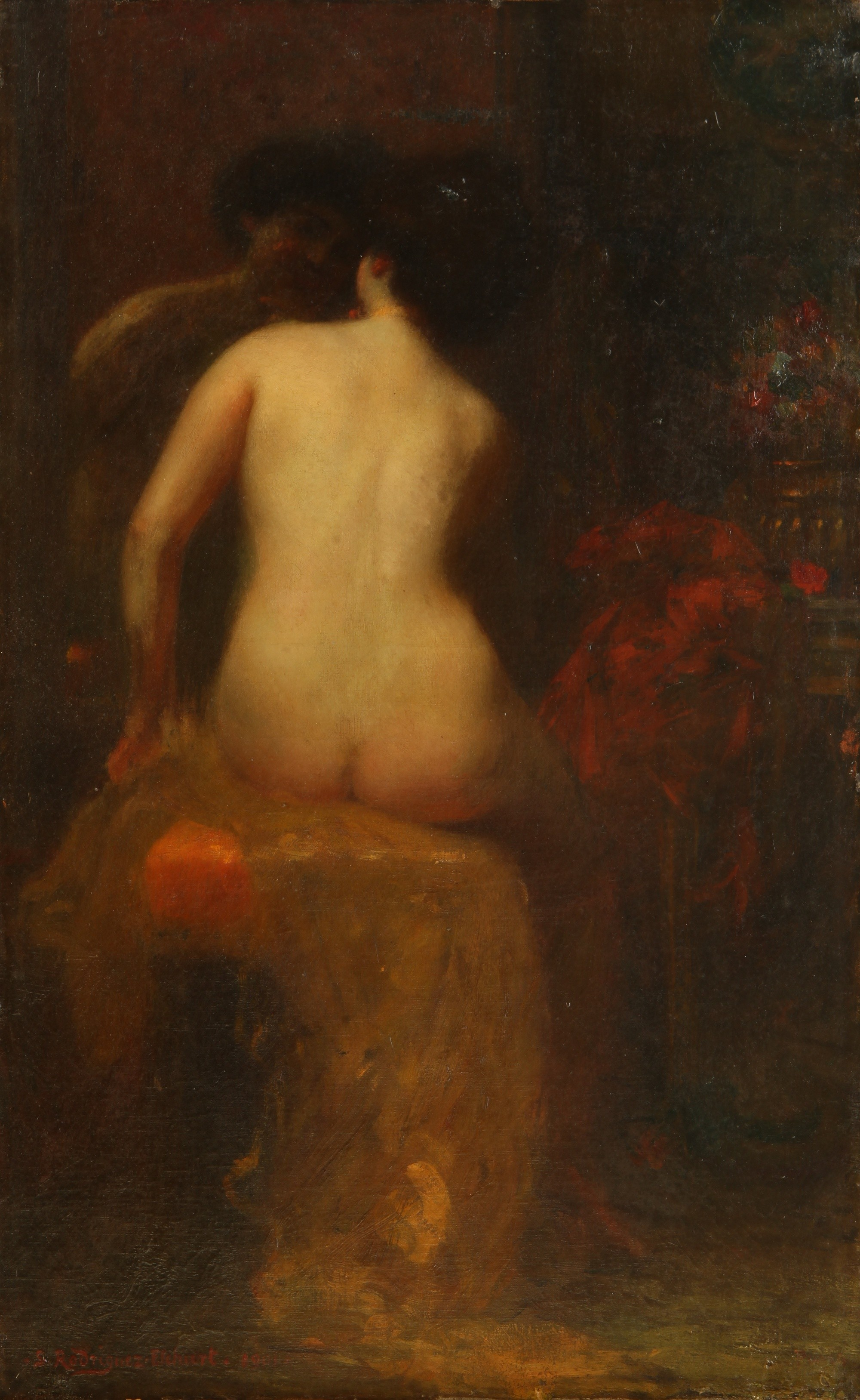
La Toilette, 1901, Musée national des Beaux-Arts de Buenos Aires
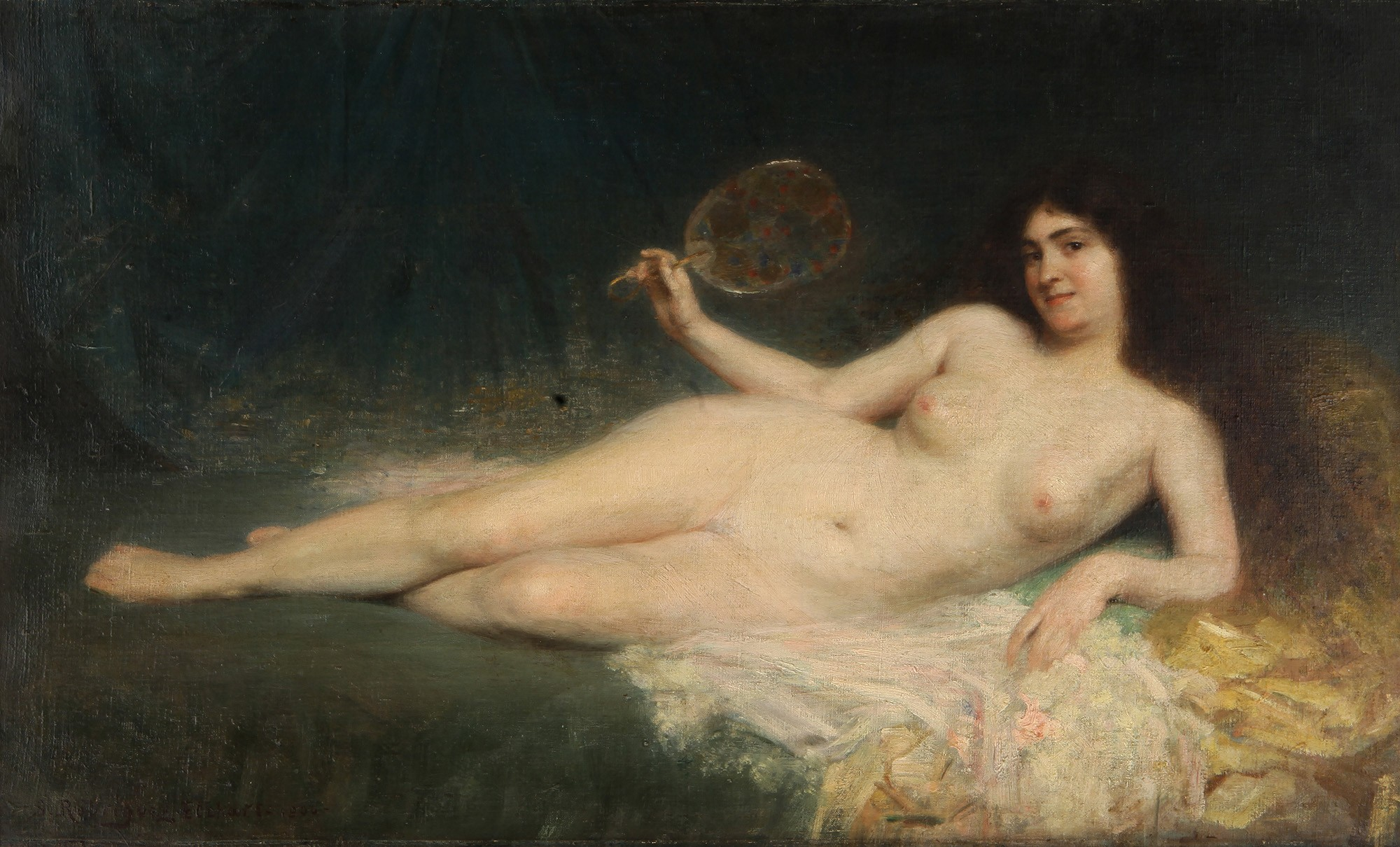
Femme a l’éventail, 1900, Musée national des Beaux-Arts de Buenos Aires
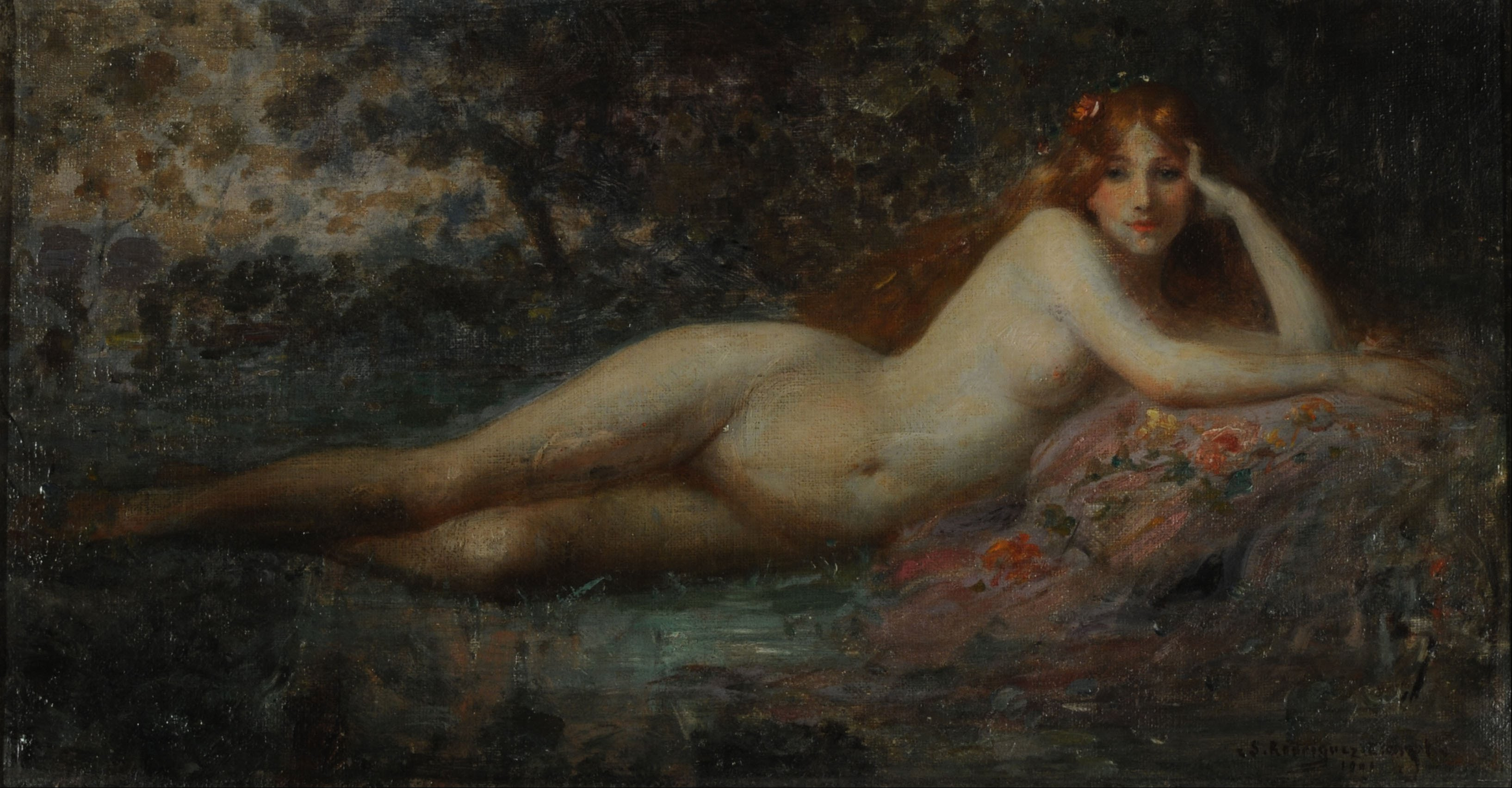
Estudio de desnudo (Louly), 1901, Musée national des Beaux-Arts de Buenos Aires